# Купине (Шепетівський район)
Ку́пине — село в Україні, у Судилківській сільській територіальній громаді Шепетівського району Хмельницької області. Населення становить 100 осіб.

## Географія
Село розташоване на правому березі річки Цвітохи. Неподалік від села розташований Купинський заказник.

## Назва
Колись давно у Купине був великий кар’єр, де видобували глину, з якої робили вогнетривку цеглу. Там же, в селі, був великий цегельний завод. Коли занепало виробництво цегли, на місці кар’єру з’явилися великі купини, які заросли журавлиною. Люди завжди збирали журавлину на тих купинах. Ще й сьогодні можна знайти і поласувати нею. До речі на гербі села зображені 3 гілочки журавлини.

## Історія
У 1906 році село Судилківської волості Ізяславського повіту Волинської губернії. Відстань від повітового міста 31 верст, від волості 10. Дворів 27, мешканців 179.